# Wake Me When I'm Dead
Wake Me When I'm Dead è un album dal vivo del gruppo statunitense dei The Morlocks, pubblicato nel 1991 in Jugoslavia dalla Slušaj Najglasnije!.

## Descrizione
Le tracce 1-3 sono state registrate dal vivo al Berkeley Square, Berkeley, gennaio 1986. La traccia 4 è stata registrata dal vivo al Cavern Club, Los Angeles, marzo 1986. Le tracce 5-7 sono state registrate dal vivo all'Anti-Club, Los Angeles, marzo 1986. Le tracce 8 e 9 sono state registrate dal vivo al Mirage Club, San Diego, 1º luglio 1988. La traccia 10 è stata registrata dal vivo al Che Cafe, San Diego, 18 giugno 1988. Le tracce 11 e 12 sono delle versioni alternative di pezzi già editi, registrate in studio, autunno 1987.

## Formazione
- Leighton Koizumi - voce
- Tom Clarke - chitarra
- Ted Friedman - chitarra (tracce 1-7)
- Jeff Lucas - basso, cori (tracce 1-7)
- Mark Mullen - batteria (tracce 1-7)
- Paul Howland - basso, cori (tracce 8-12)
- Matt Johnson - batteria (tracce 8-12)

## Tracce
1. Fly Away (Into The Night)
2. You Mistreat Me
3. Cry In The Night
4. Cruel
5. Born Loser
6. Double Decker Bus
7. By My Side
8. Superstupid
9. 99 Miles
10. Nile Song
11. Under The Wheel
12. You Must Not Be Seen As I Am